# Norma Icardi
Norma Icardi (Trieste, 16 agosto 1930) è un'ex ginnasta italiana.

## Biografia
Nata a Trieste nel 1930, a 17 anni partecipò ai Giochi olimpici di Londra 1948 nel concorso a squadre, chiudendo all'ottavo posto con 394.20 punti totali.
Da giovane si trasferì in Australia, rimanendovi per quasi 20 anni, tornando nella sua città natale negli anni '70.